# Lucas Cruz i Senra
Lucas Cruz i Senra   (Barcelona, 26 de desembre de 1974) és un enginyer informàtic conegut per ser copilot de curses de raid i ral·li. Actualment és el copilot de Carlos Sainz, amb qui ha guanyat el Ral·li Dakar de les edicions 2010, 2018, 2020 i 2024. També és guanyador del Campionat d'Espanya de Ral·lis de Terra dels anys 2002 i 2003 com a copilot de Txus Jaio.

## Trajectòria

### Ral·li
Lucas Cruz va començar a córrer el 1994 disputant el Ral·li de Catalunya com a copilot de Miguel Ángel Fernández amb un Peugeot 205 Rally. Posteriorment, al 1998 i 1999 faria de copilot d'Óscar Fuertes amb el Team Carlos Sainz Junior al Campionat d'Espanya de Ral·lis d'Asfalt i al Campionat d'Espanya de Ral·lis de Terra amb un Seat Ibiza GTi 16V, arribant a disputar el Ral·li de Portugal de 1999 del Campionat Mundial de Ral·lis.
L'any 2001, seguint al Team Carlos Sainz Junior, es converteix en el copilot de Txus Jaio pel Campionat d'Espanya de Ral·lis de Terra amb un Ford Focus WRC '01, finalitzant quarts del certamen i aconseguint la victòria al Ral·li de la Ciutat de Múrcia. A partir de la 2002 es converteixen en tripulació de Ford Espanya, aconseguint guanyar el títol nacional d'aquell any i del següent. En paral·lel, al 2003 també faria de copilot de Luis Climent al Campionat d'Espanya de Ral·lis d'Asfalt amb un Honda Civic.
L'any 2004, a part de per Txus Jaio, també faria de copilot per Salvador Cañellas júnior. L'any 2005 ho faria pels pilots Albert Llovera i Samuel Lemes, així com puntualment pel Ral·li de Mèxic per Xevi Pons.
La temporada 2006 es converteix en el copilot de Nani Roma per disputar proves del Campionat d'Espanya de Ral·lis de Terra amb un Mitsubishi Lancer Evo IX, tot i que també faria de copilot a Albert Llovera en diversos ral·lis nacionals i alguns del Campionat Mundial de Ral·lis, com el Ral·li de Finlàndia o el Ral·li de Catalunya.
L'any 2007 tornaria a fer de copilot en ral·lis de Nani Roma però a partir d'aleshores ja centrà la seva trajectòria en els raids tot i que al 2012 tornaria a disputar puntualment el Nacional de Terra com a copilot d'Óscar Fuertes amb un Mitsubishi Lancer Evo X, finalitzant el campionat com a subcampions per darrere de Xevi Pons.

### Raid
Lucas Cruz va començar a córrer Ral·li raid amb el conductor José Luis Monterde, acabant el Ral·li Dakar del 2001 com un dels primers novicis i aficionats, a mans d'un Nissan Patrol GR. Novament participà en el Ral·li Dakar de 2006 com a copilot de camió per l'equip Volkswagen Motorsport, juntament amb el conductor Josep Pujol.
El 2007 va fitxar per Mitsubishi, on va estar durant dos anys juntament amb Nani Roma com a nou company d'equip. Ells van participar en el Ral·li Dakar d'aquell any i el del 2009, aconseguint la desena posició com el millor resultat de la classificació final. A més, van acabar segons al Ral·li Transibèric i a la Baja España, tant el 2007 com el 2008.
Al maig del 2009, Lucas Cruz va tornar a l'equip Volkswagen, aquesta vegada per compartir la cabina amb el campió del món Carlos Sainz. En la seva primera carrera junts van aconseguir guanyar el Rally dos Soertões i el Silk Way Rally. L'equip format per Sainz i Cruz va completar la seva fita més important en guanyar el Ral·li Dakar l'any 2010, amb el Volkswagen Touareg per davant de dos altres Volkswagen, conduïts per Nasser Al-Attiyah i Mark Miller, respectivament. En el Ral·li Dakar de 2011 van quedar segons, superats aquesta vegada pel seu company d'equip Nasser Al-Attiyah.
A partir del 2012, passa a ser copilot de Nasser Al-Attiyah. En el Ral·li Dakar d'aquell any i del següent abandonaren encara que el 2014 aconseguiren el tercer lloc a mans d'un Mini i aconseguiren guanyar dues etapes.
A partir del 2015 Lucas Cruz torna a convertir-se en copilot

### Participacions en el Ral·li Dakar
| Any  | Posició      | Pilot             | Vehicle                      | Victòries d'etapa |
| ---- | ------------ | ----------------- | ---------------------------- | ----------------- |
| 2007 | 13è          | Nani Roma         | Mitsubishi Pajero            | 0                 |
| 2009 | 10è          | Nani Roma         | Mitsubishi Pajero            | 0                 |
| 2010 | 1r           | Carlos Sainz      | Volkswagen Touareg           | 2                 |
| 2011 | 2n           | Carlos Sainz      | Volkswagen Touareg           | 7                 |
| 2012 | Abandonament | Nasser Al-Attiyah | Hummer                       | 2                 |
| 2013 | Abandonament | Nasser Al-Attiyah | Buggy                        | 3                 |
| 2014 | 3r           | Nasser Al-Attiyah | Mini                         | 2                 |
| 2015 | Abandonament | Carlos Sainz      | Peugeot 2008 DKR             | 0                 |
| 2016 | Abandonament | Carlos Sainz      | Peugeot 2008 DKR             | 2                 |
| 2017 | Abandonament | Carlos Sainz      | Peugeot 3008 DKR             | 0                 |
| 2018 | 1r           | Carlos Sainz      | Peugeot 3008 DKR Maxi        | 2                 |
| 2019 | 13è          | Carlos Sainz      | Mini John Cooper Works Buggy | 1                 |
| 2020 | 1r           | Carlos Sainz      | Mini John Cooper Works Buggy | 4                 |
| 2021 | 3r           | Carlos Sainz      | Mini John Cooper Works Buggy | 3                 |
| 2022 | 12è          | Carlos Sainz      | Audi RS Q E-Tron             | 2                 |